# Alois Irlmaier
Alois Irlmaier (Siegsdorf, 1894. június 8. – Freilassing, 1959. július 26.) szakmáját tekintve kútásó volt, azonban tisztánlátóként vált ismertté.
A nevéhez fűződik a második világháború bombatámadásai helyszíneinek előrejelzése és az eltűnt személyek hollétének lokalizálása. Állítólag bűnügyek megoldásában is segített.

## Élete
Irlmaier 1914-től 1916-ig katonaként szolgált az első világháborúban.
1920-ban feleségül vette Maria Schießlingert, és négy gyermeket neveltek fel, akik közül az egyik nevelt fia volt. Az esküvő évében átvette apja gazdaságát. 1928-ban önálló kútásóként kezdett dolgozni. Ebben az évben él át első „látomásait” is. 1939-től Alois Irlmaiert olyan emberek látogatták meg, akik hallottak látnoki képességeiről, és tanácsot és információt kértek. Épített magának egy kis kunyhót, hogy kihasználja látóképességét, mert hétvégenként nagyon sokan jöttek a birtokára tanácsot kérve, és sorban álltak. Ez a szolgáltatás ingyenes és önkéntes volt. A második világháború befejezése után, 1945-ben megnőtt a látogatók száma, elsősorban az eltűnt katonák felesége és édesanyja jelent meg, remélve, hogy Irlmaier majd tájékoztatást ad hozzátartozóik sorsáról.
1947-ben Irlmaiert, akit akkor 15-ször ítéltek el – hétszer csalásért és nyolcszor fizetési nehézségekért –, egy lelkész csalás miatt feljelentette a Laufen kerületi bíróságon. A bajor rendőrségi büntető törvénykönyv szerint ez 1957-ig bűncselekménynek minősült. A per során két tanú kijelentette, hogy kezdettől fogva nem hittek Irlmaier egymásnak ellentmondó próféciáiban. Öt másik tanú szerint Irlmaier értelmezése helyes volt. Ezért kizárták a csalásért való elítélést. A bíróság felmentette Irlmaiert a csalás vádja alól is, mert azt nem lehetett kellő bizonyossággal megállapítani.
Alois Irlmaier 1959-ben hunyt el májrákban.

## Jóslatai
Jóslatai állítólag meglepő számban pontosak voltak, közülük számos beigazolódott. A harmadik világháborúról szóló látomása alapján alatti háromnapos sötétségről, az ablakok sötét papírokkal való elfedésről és csak háromheti élelem felhalmozásáról beszélt.

## Fordítás
Ez a szócikk részben vagy egészben  az   Alois Irlmaier című német Wikipédia-szócikk fordításán alapul.  Az eredeti cikk szerkesztőit annak laptörténete sorolja fel. Ez a jelzés csupán a megfogalmazás eredetét és a szerzői jogokat jelzi, nem szolgál a cikkben szereplő információk forrásmegjelöléseként.